# ジアルキルジチオリン酸亜鉛
ジアルキルジチオリン酸亜鉛(英: Zinc dialkyldithiophosphates、ZDDP、ZnDTP)とは、耐摩耗剤、酸化防止剤、極圧剤としてエンジン油など様々な工業用潤滑油に含まれている添加剤である。
ガラス状ポリリン酸塩からなるトライボフィルムを形成し部材の摩耗を保護する役割を果たすものの、摩擦の増大を引き起こす特徴がある（摩擦を軽減する硫化モリブデン(IV)等とは異なる）。

## 耐摩耗性能
ジアルキルジチオリン酸亜鉛の重要な性能の1つに、金属部品の摩耗を低減する耐摩耗性が挙げられる。自動車エンジンのピストン部や歯車、油圧部品など、速度的・圧力的に厳しい摩擦が発生する機械部品において、部品がすり減らないように保護するのである。部品がすり減ると機械の故障に直結する為、対策が不可欠である。
ジアルキルジチオリン酸亜鉛は主に鉄同士の接触において、摩擦によって分解されトライボフィルムと呼ばれる保護被膜を形成し、この被膜が犠牲的に接触することで部品の摩耗を低減する。
ジアルキルジチオリン酸亜鉛から形成されるトライボフィルムの構造については研究が進められているものの、未だ明らかとなっていない部分が多い。
現在のところ、以下の様な構造を有していることがわかっている。
1. 島状（パッド状）の構造を有する。
2. 厚さは100〜200nm程度である。
3. 主にガラス状ポリリン酸亜鉛から構成されている。
4. 母材との境界部分には硫化鉄など硫黄分を多く含む組成を有する。
5. 最表面にはジアルキルジチオリン酸亜鉛の分解生成物が堆積している。

## 酸化防止性能
エンジンなどの過酷な環境で使用される潤滑油では、激しく進行する酸化劣化を防がなくてはならない。ジアルキルジチオリン酸亜鉛は潤滑油の酸化劣化を防止する機能も有する。
潤滑油の酸化は炭化水素からなるベースオイルがアルキルラジカル（R・）を生成し、連鎖反応を生じることで進行する。
ジアルキルジチオリン酸亜鉛はアルキルラジカルおよびラジカル連鎖反応に関与する分子（過酸化物）を捕捉・分解して連鎖反応を停止させる働きを持つ。

## 問題点
ジアルキルジチオリン酸亜鉛は非常に優れた潤滑性能を有しているものの、環境負荷が高いという問題がある。
例えば自動車エンジンにおいて、ジアルキルジチオリン酸亜鉛を含むエンジン油は燃焼室内で火炎に接触し、酸化され様々な有害物質を生成する。
ジアルキルジチオリン酸亜鉛は硫黄を含む為、酸化されると大気汚染の原因となる硫黄酸化物（SOx）を生成する。また、硫黄、リンから生成される物質は触媒被毒の原因となる。現時点では、マフラー部分に排気フィルターを取り付けることでその有害物質が排出されることを防ぐという手段がとられている。ただし、それでも触媒被毒を減らすことはできてもそれそのものは避けられず、ジアルキルジチオリン酸亜鉛を含む添加剤はガソリンエンジン専用であったり、ガソリン・ディーゼル共用でもクリーンディーゼルは非対応としている。
そこで、ジアルキルジチオリン酸亜鉛と同様の潤滑特性を持ち環境負荷の低い新しい代替品開発が急務とされている。